# Tukojirao III
Tukojirao III, nato come Keshavrao (Kolhapur, 1º gennaio 1888 – Puducherry, 21 dicembre 1937), è stato un principe indiano.
Fu Raja dal 1900 al 1918 e poi Maharaja di Dewas dal 1918 al 1937.

## Biografia
Alla morte di suo zio, il raja Krishnajirao II, gli succedette come raja dello stato principesco indiano di Dewas, ma data la giovane età venne affiancato dal 1907 da un tutore scelto dal governo inglese dell'India britannica, nella persona di Malcolm Lyall Darling.
A conclusione della prima guerra mondiale, ottenne il titolo di maharaja dal governo britannico. Lo scrittore E.M. Forster prestò servizio come suo segretario per un certo periodo nel 1921. Nel 1934 Tukojirao fuggì dal proprio stato per una serie di contrasti avuti con l'amministrazione britannica e si portò a Pondicherry, nell'India francese, lasciando il suo unico figlio Vikramsinhrao incaricato della gestione del governo.
Morì in esilio a Puducherry nel 1937 e gli succedette il figlio Vikramsihnrao.